# Gemmotherapie
Gemmotherapie (von lat. gemma ‚Knospe‘, und therapīa, deutsch ‚Therapie‘, griechisch Therapeia) ist eine nicht wissenschaftlich fundierte Form der Phytotherapie, bei der zur Herstellung der Arzneien ausschließlich junges, teilungsfähiges Gewebe von Pflanzen, das in den Knospen, jungen Sprossen und Trieben sowie in wachsenden Wurzelspitzen zu finden ist, verwendet wird.
Die verwendeten jungen Pflanzen werden in spezialisierten Laboren biologisch angebaut und zu einer Zeit geerntet, in der die Konzentration der enthaltenen Wirkstoffe besonders hoch ist. Anschließend werden die Pflanzenteile in einer speziellen Alkohol-Glycerin-Lösung eingelegt, der entstandene Auszug wird filtriert und mit Alkohol-Glycerin-Lösung im Verhältnis 1:9 verdünnt.
Für die behauptete Wirksamkeit der Gemmotherapie fehlen sowohl Nachweise, als auch ein plausibler Wirkmechanismus.

## Geschichte und Entwicklung
Die Gemmotherapie basiert auf den Studien des belgischen Homöopathen Pol Henry (1918–1988) um 1950. Er war der Ansicht, dass die Kommunikation aller Zellen bei Pflanzen, Säugetieren und Menschen über Proteine verläuft. Informationen in der Zelle werden über Proteine transportiert. Bei Erkrankungen soll eine „Fehlsteuerung“ der Proteine zu Grunde liegen. Die Extrakte des hoch teilungsaktiven pflanzlichen Embryonalgewebes sollen nach Ansicht der Unterstützer des Verfahrens „derartig reich an Proteinen“ sein, dass durch sie die Proteine des Menschen „wieder reguliert werden“. 
Pol Henry nannte die von ihm erfundene Therapie zunächst Phytoembryotherapie. Diese wurde später vom französischen Homöopathen Max Tetau weiterentwickelt und als Gemmotherapie bezeichnet.
Gemmoextrakte und die dafür verwendeten Pflanzenteile sind besonders reich an pflanzlichen Wachstumsfaktoren, Nukleinsäuren und Proteinen, Vitaminen, Gibberellinen, pflanzlichen Hormonen, Enzymen und Aminosäuren.

## Studien und Wirksamkeit
Es gibt bislang keine wissenschaftlichen Studien zur Wirksamkeit der Therapie.
Zwar enthalten Knospen wachstumsfördernde Substanzen, wie und warum diese Stoffe einen positiven gesundheitlichen Effekt ausüben sollen, wird nicht erklärt. Eine wissenschaftlichen Gesichtspunkten genügende Erklärung der zu behebenden „Fehlsteuerung“, der Art und Weise dieser unspezifischen Regulation oder eines Wirkmechanismus existiert ebenso nicht. Zudem können Krankheiten nicht anhand der Konzentration von ein paar Blutproteinen zuverlässig diagnostiziert werden.